# Reserva natural y cultural Cerro Colorado
La Reserva cultural natural Cerro Colorado es uno de los volcanes arqueológicos más importantes de Argentina. Está situada en la intersección de los departamentos Río Seco, Sobremonte y Tulumba, en la provincia de Córdoba. Tiene una superficie de 3.000 hectáreas, abarcando los cerros Colorado, Veladero e Intihuasi, en las últimas estribaciones de las sierras bajas del norte.
Es considerada la cuarta Maravilla Natural de Córdoba. 

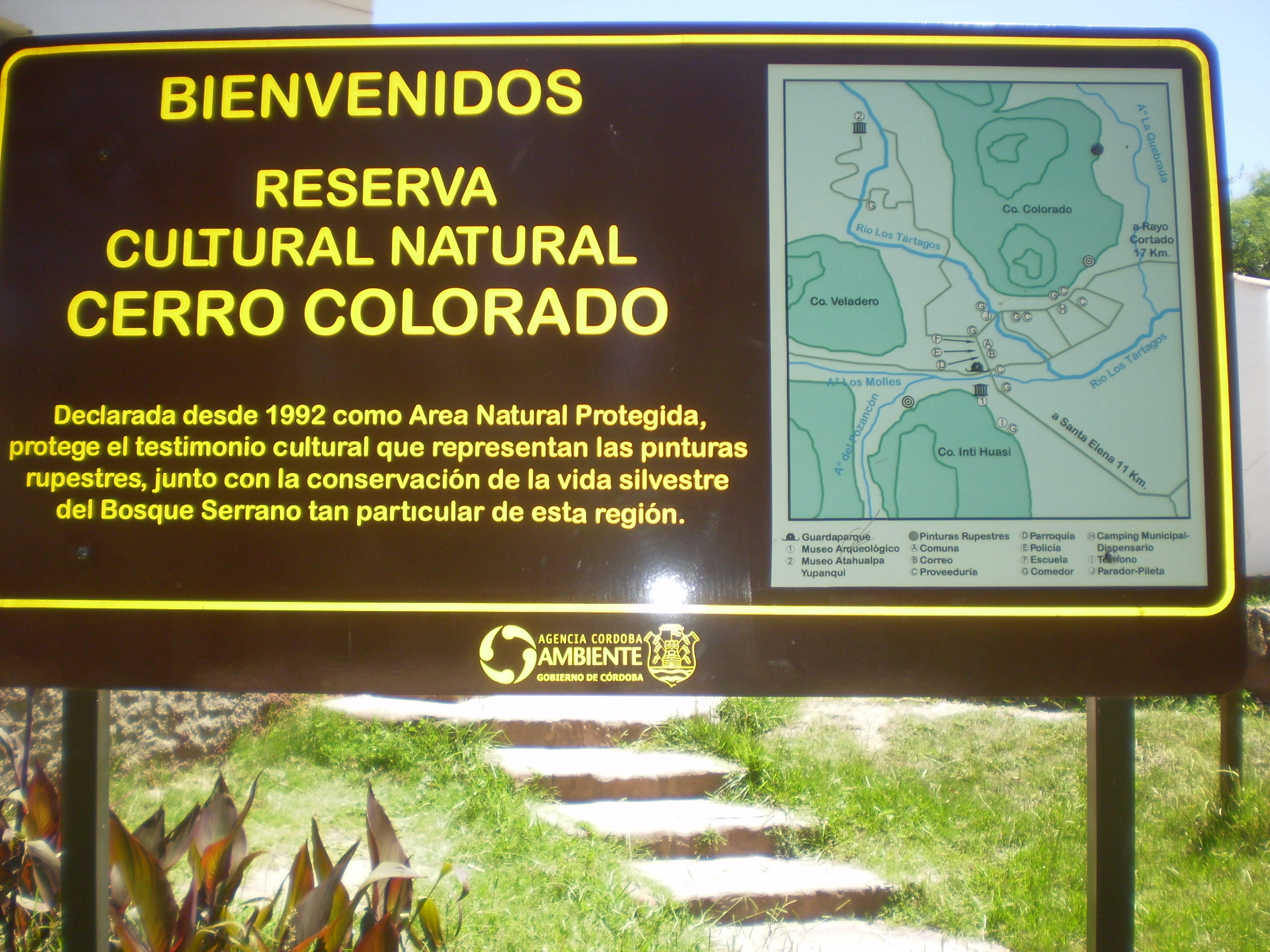
Infografía de la reserva.

## Geografía
Su relieve está dado por una formación geológica de areniscas rojas que, erosionada a fuerza de viento y agua, fue poblándose de aleros y cuevas que tiempo más tarde utilizarían los aborígenes para plasmar los testimonios de su arte y forma de vida, en pinturas rupestres. Corresponde a la regiones biogeográficas del Chaco Serrano y del Bosque Serrano.

## Principales especies animales
- Mamíferos: gato montés, zorro gris, pecarí y corzuela (actualmente escasos), zorrinos, hurones, cuises, quirquincho y vizcachas.
- Aves: congo o jote, jote cabeza negra, jote cabeza colorada, águila escudada, gavilán chico, zorzales, rey del bosque, picaflor cola roja, catita serrana, perdiz silbona, quitilipi o ñacurutú (Búho único en Cerro colorado), cardenales.
- Reptiles: culebra listada, culebra verdiamarilla, yarará chica.
- Anfibios: rana verde o del zarzal, sapito de colores.
- Peces: mojarra cola roja, pejerrey, bagres, palometas.

## Principales especies vegetales
- Mato (especie dominante del bosque)
- Molle
- Cardón
- Piquillín
- Manzano del campo
- Algarrobos
- Tala
- Palma caranday
- Espinillo
- Tusca
- Quebracho blanco
- Mistol

## Pictografías
Cerro Colorado posee más de un centenar de sitios en los que los aborígenes locales plasmaron su cosmovisión en forma de pinturas realizadas en tres colores, constituyéndose en un valioso testimonio de la historia de los antiguos habitantes. Si bien las investigaciones arqueológicas no están concluidas, se sabe - por las fechas de datación de las pinturas-, que el sitio no era habitado de manera permanente por los aborígenes que ocuparon las zonas aledañas (comechingones y sanavirones).
En esos dibujos quedó registrado, además, el inicio del fin de estos pueblos. Los aleros guardan representaciones de los primeros europeos en recorrer esas tierras. Las pinturas rupestres fueron realizadas en diferentes períodos, desde los siglos V al XVI d. C. Los colores utilizados, al igual que otras culturas originarias de Latinoamérica, eran el blanco, negro y rojo, quedando pocas inscripciones realizadas con este último color.
Se encuentran unas 3000 pictografías parietales y rupestres que datan de un período que va desde hace unos 1500 años antes del presente a unos 400 años (de modo que en las pinturas más modernas aparecen representados jinetes a caballo: los conquistadores españoles atacando a los pueblos prehispánicos).

### Pinturas de los aleros

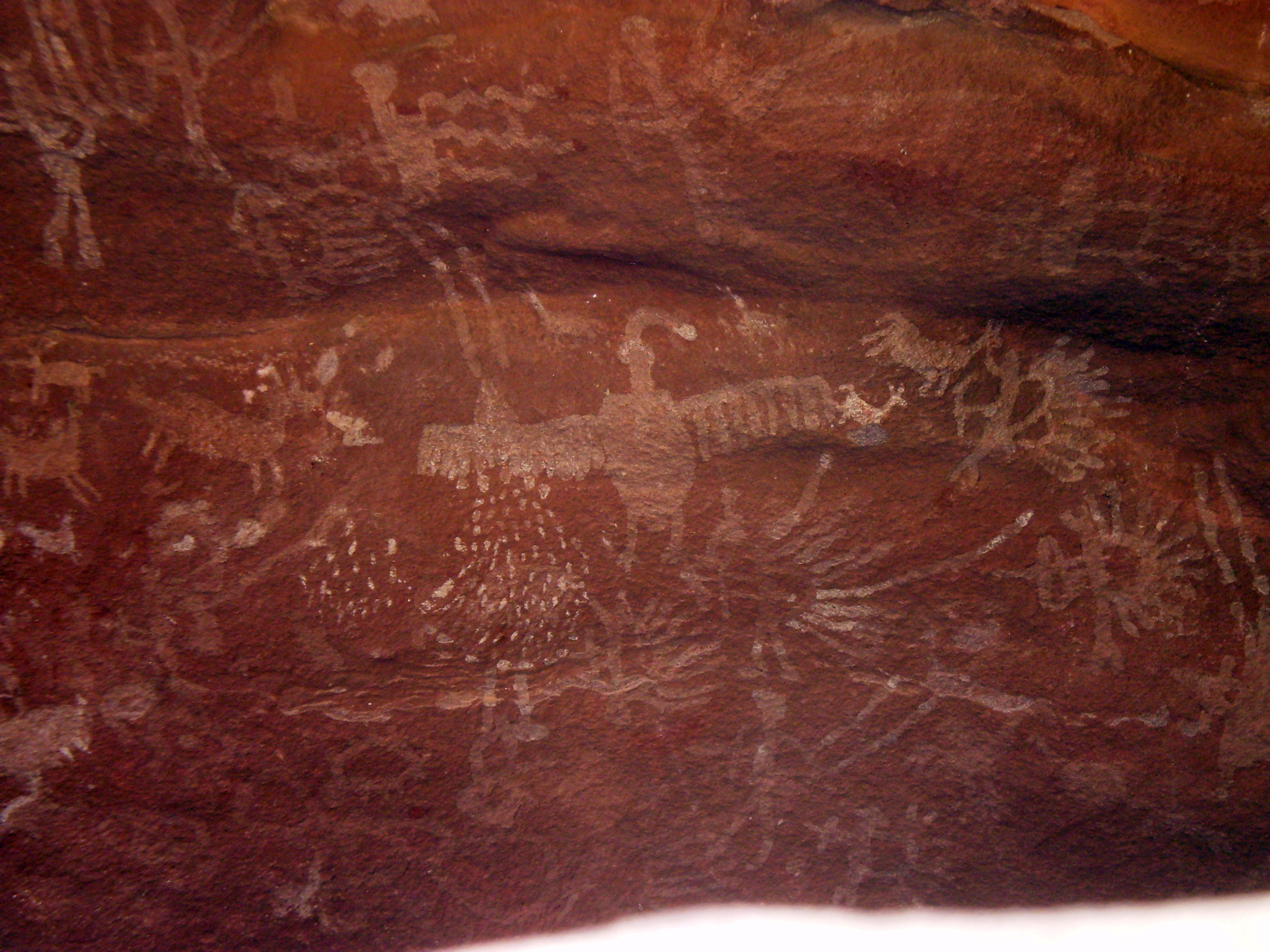
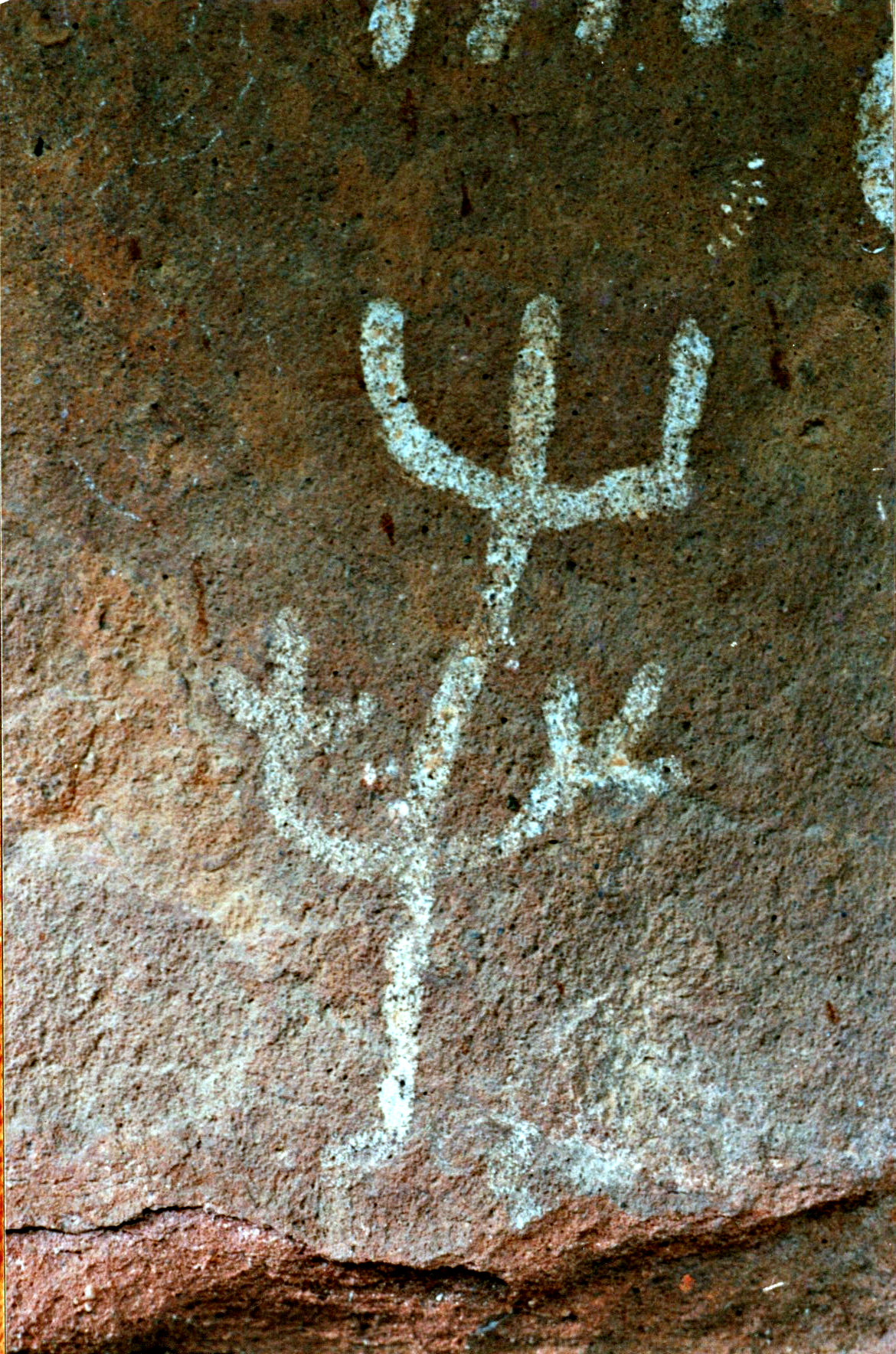
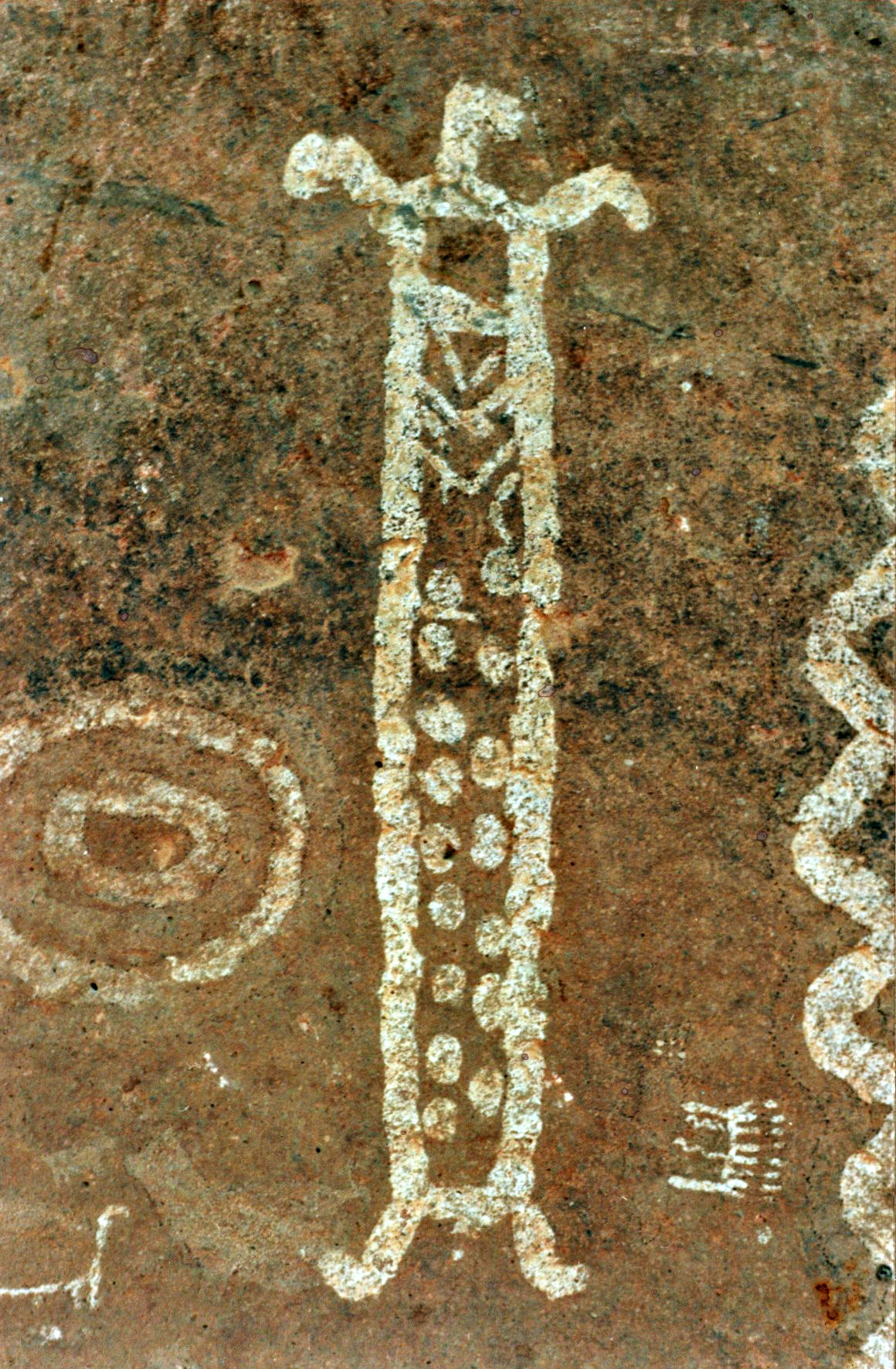
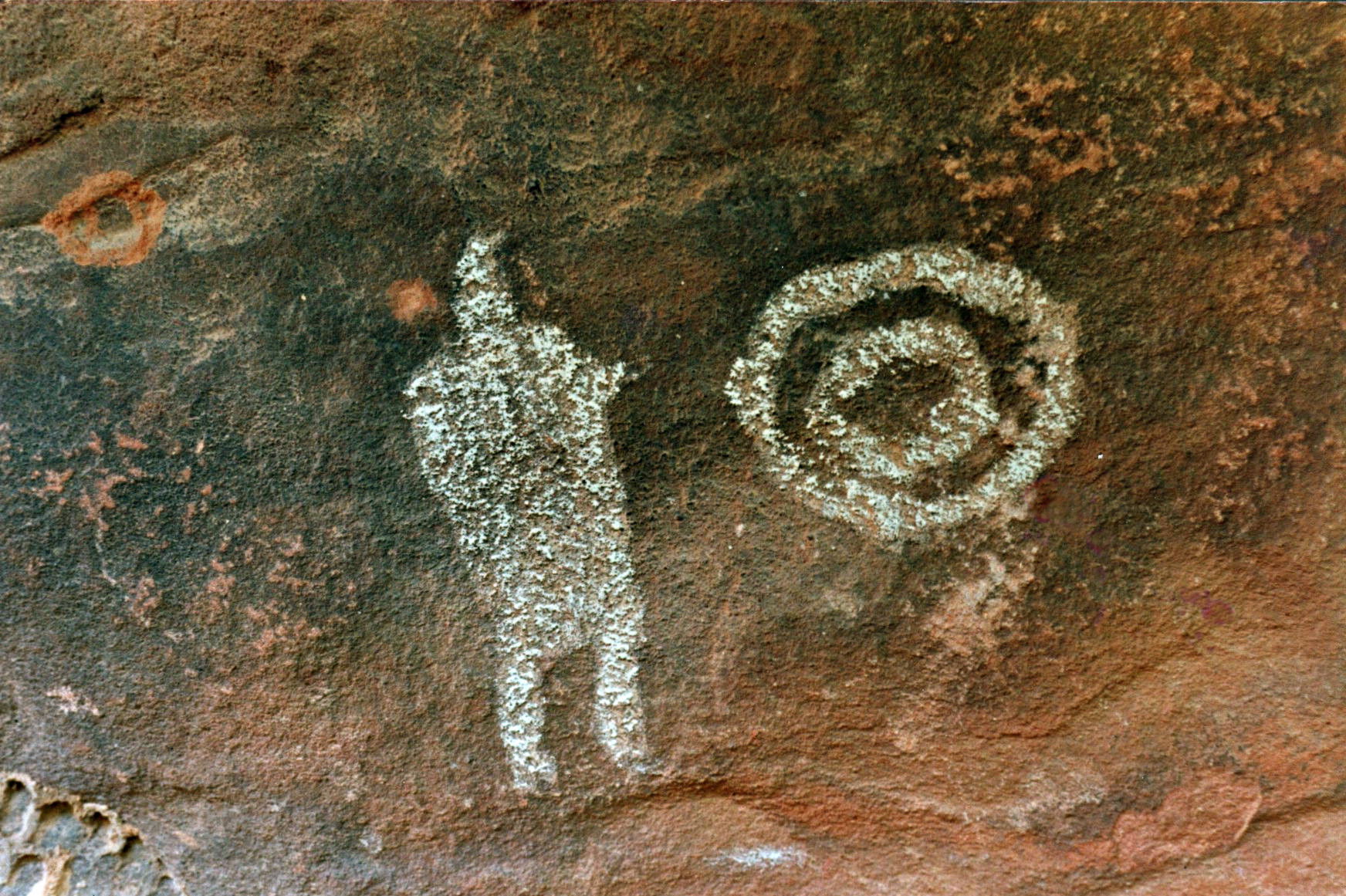
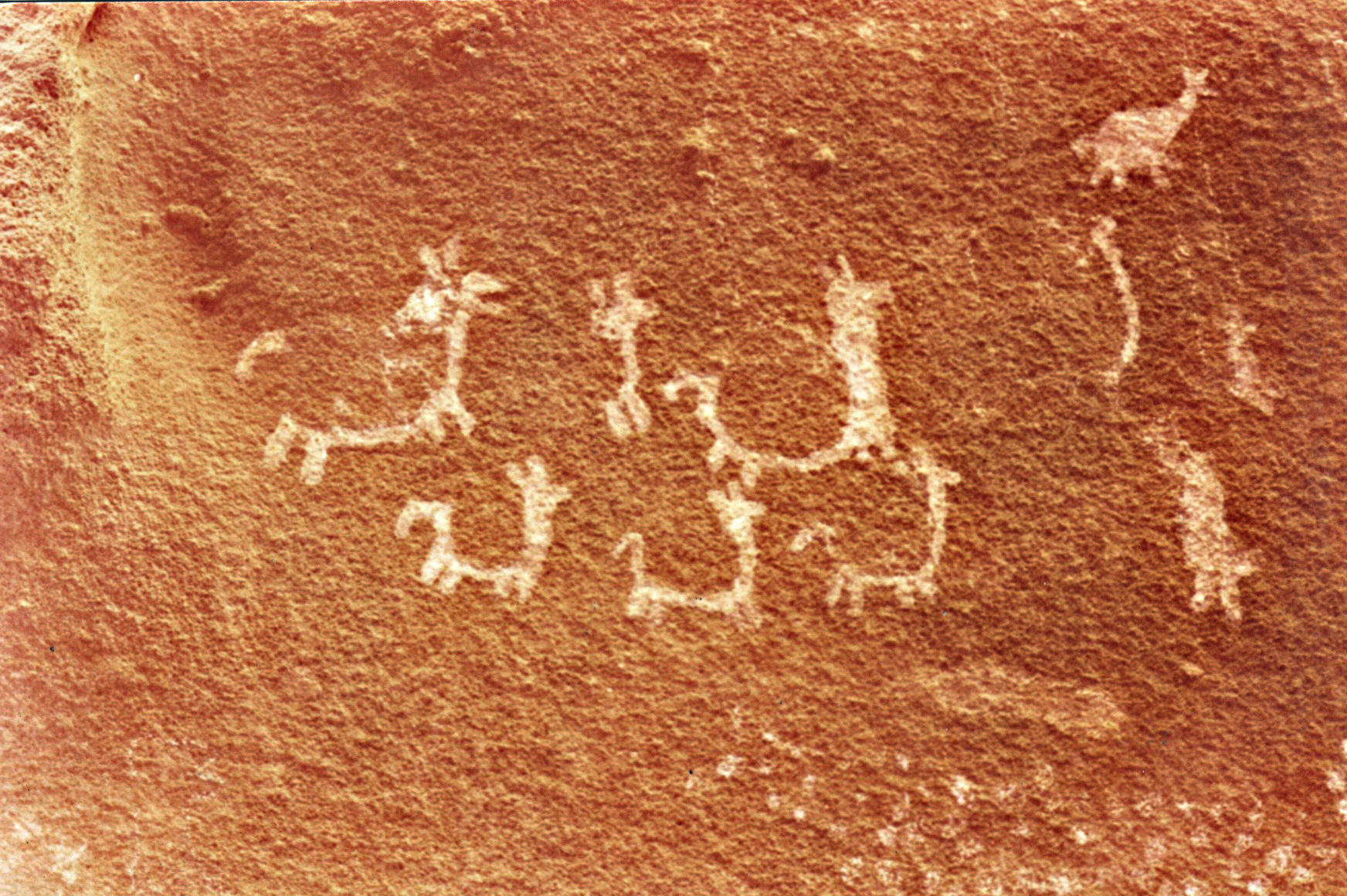
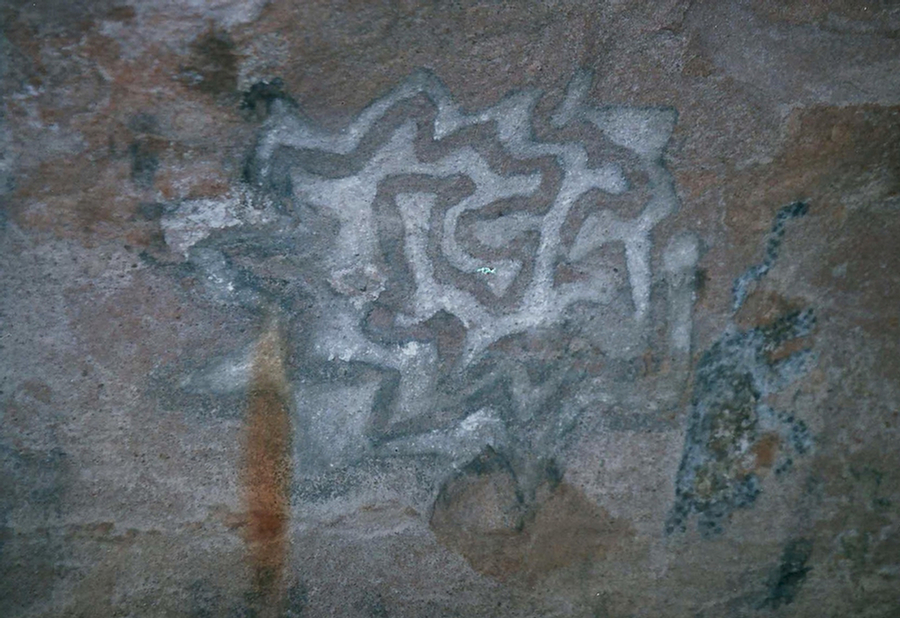
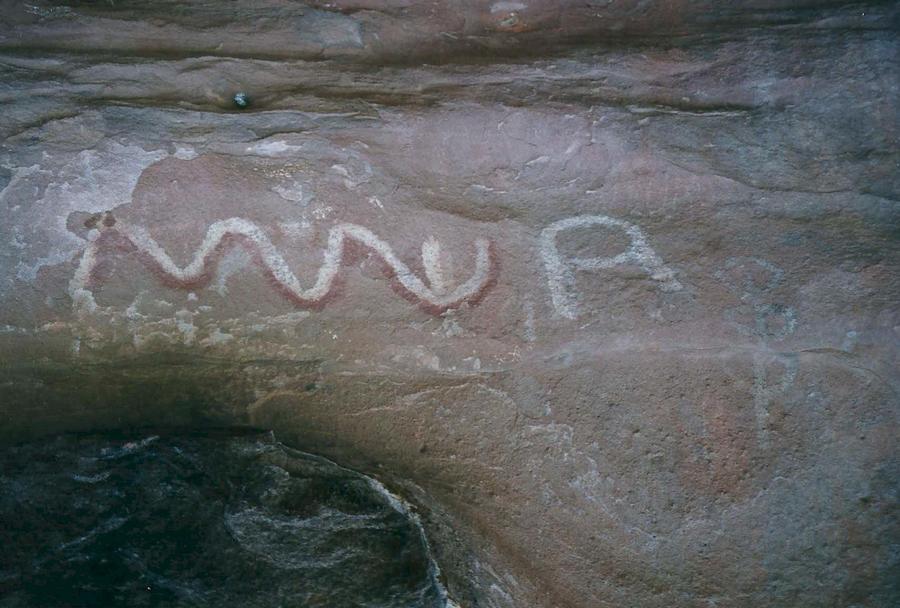
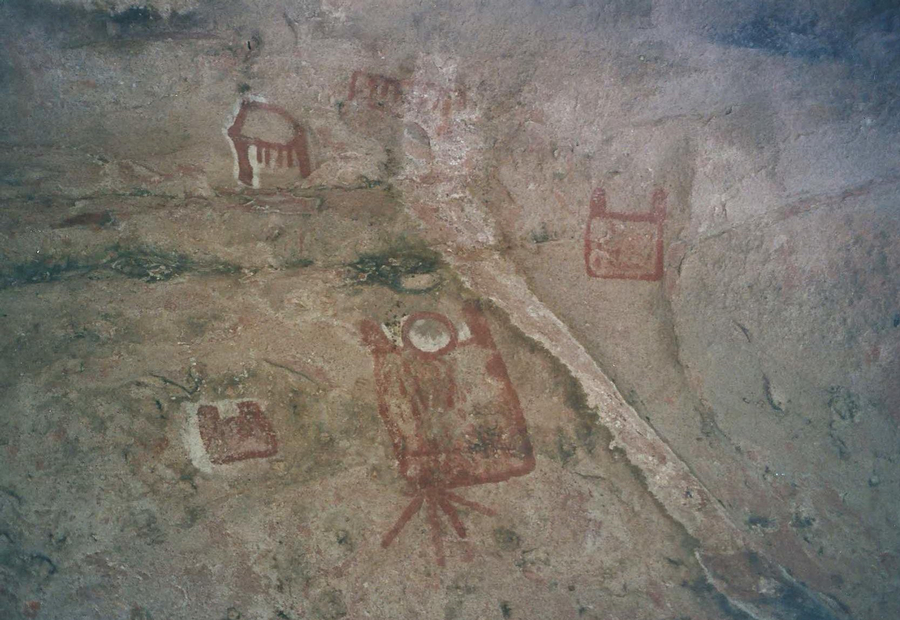

## Turismo Arqueológico
En la localidad funciona un museo arqueológico provincial con servicio de guías, ya que como política de preservación de este incomparable patrimonio, el acceso a los sitios con pinturas rupestres sólo puede realizarse con su compañía. El paseo se realiza por senderos de areniscas rojizas, con cerros que se levantan entre la vegetación, que nos permiten acceder a los rincones donde se conservan atrapantes huellas del pasado aborigen.
También fue fuente de inspiración de uno de los poetas y compositores más grandes que tuvo nuestro país, Don Atahualpa Yupanqui, que se aquerenció y se dejó cautivar por la belleza y misticismo del Cerro Colorado. Hoy en su casa de residencia se guardan las memorias y sus obras, transformada ésta en museo y sede de la Fundación Atahualpa Yupanqui. Existe en la localidad de Cerro Colorado otro pequeño museo que conserva piezas de interés arqueológico.